# Благовещенский собор (Чикаго)
Благовещенский собор (англ. Annunciation Greek Orthodox Cathedral) — кафедральный храм Чикагской митрополии Американской архиепископии Константинопольского патриархата в городе Чикаго, в США.

## История
В 1892 году в Чикаго был образован греческий православный приход в честь Благовещения Пресвятой Богородицы, состоящий из греческих иммигрантов, прибывших из Лаконии и островов. Новообразованная община вела переговоры с Элладской православной церковью о назначении священнослужителя. Первым священником стал отец Панагиотис с Итаки. В марте 1892 года он совершил первую литургию.
В 1909 году греческой общиной за 18 тысяч американских долларов был приобретён участок земли на котором в 1910 году был построен каменный собор. Общая стоимость строительства составила около 100 тысяч долларов.
В период Великой депрессии греческая община предприняла огромные усилия к сохранению собора от финансового кризиса.
При расширении улицы LaSalle Street, здание собора было передвинуто на новое место.
В настоящее время в реестре собора значатся в составе прихожан около 400 греческих семей.
Автор проекта храма, Н. А. Докас, известен и как автор проекта Собора Святой Троицы в Солт-Лейк-Сити.